# José Tavares Bastos
José Tavares Bastos (Marechal Deodoro, 1813 — Rio de Janeiro, 8 de agosto de 1893) foi um político brasileiro.

## Vida
Foi presidente das províncias de Alagoas, de 29 de outubro a 30 de outubro de 1838, e de São Paulo, de 8 de novembro de 1866 a 12 de outubro de 1867.
Era pai de Aureliano Cândido Tavares Bastos e Cassiano Cândido Tavares Bastos.